# لاكلان غرانت
لاكلان غرانت (بالإنجليزية: Lachlan Grant)‏ هو لاعب اتحاد الرغبي نيوزيلندي، ولد في 4 أكتوبر 1923 في Temuka ‏ في نيوزيلندا، وتوفي في 27 أبريل 2002 في تيمارو ‏ في نيوزيلندا.